# Asplenium verecundum
Asplenium verecundum är en svartbräkenväxtart som beskrevs av Alvan Wentworth Chapman och Lucien Marcus Underwood. Asplenium verecundum ingår i släktet Asplenium och familjen Aspleniaceae. Inga underarter finns listade.